# Oskar Maretzky

Oskar Maretzky (ca. 1924)

Oskar Maretzky (* 2. Juni 1881 in Breslau; † Februar 1945 in Helmsdorf bei Tuplitz) war ein deutscher Jurist und Politiker (DVP, NLRP, DNVP, parteilos, NSDAP). Er war 1919/20 Mitglied der Weimarer Nationalversammlung, anschließend bis 1924 Mitglied des Reichstages sowie von 1925 bis 1932 Mitglied des Preußischen Landtages. In der NS-Zeit war er von 1935 bis Anfang 1937 kommissarischer Oberbürgermeister von Groß-Berlin.

## Leben und Beruf
Maretzky, der evangelischen Glaubens war, wurde als Sohn eines Zahnarztes geboren. Nach dem Abitur 1900 am Magdalenäum in Breslau nahm er ein Studium der Rechtswissenschaften in Breslau, wo er der Breslauer Burschenschaft Arminia beitrat, und Leipzig auf, welches er 1903 mit dem ersten Staatsexamen beendete. 1904 wurde er zum Doktor der Rechte promoviert. Nach dem zweiten Staatsexamen wurde er 1908 Gerichtsassessor, trat 1909 als Magistratsassessor in den Berliner Verwaltungsdienst ein und war von 1912 bis 1918 als Stadtsyndikus in Berlin-Lichtenberg tätig und gehörte in dieser Zeit auch der Verbandsversammlung des Zweckverbandes Groß-Berlin an.
Nach seinem Ausscheiden aus der Politik war Maretzky Mitglied im Präsidium des Deutschen Roten Kreuzes. Während des Zweiten Weltkriegs arbeitete er als Angestellter bei der Knorr-Bremse AG in Berlin-Lichtenberg.

## Partei
Während der Zeit der Weimarer Republik schloss Maretzky sich zunächst der DVP an. Innerhalb der Partei gehörte er zum rechten Flügel, der die Zusammenarbeit mit der SPD in der „Großen Koalition“ unter Gustav Stresemann (August bis November 1923) ablehnte. Stattdessen forderte er gemeinsam mit Albert Vögler, Hugo Stinnes und Reinhold Quaatz die Festlegung auf eine Koalition mit der weiter rechts stehenden, republikfeindlichen DNVP. Sie riefen im März 1924, zunächst als innerparteiliche Opposition, die Nationalliberale Vereinigung ins Leben, der 12 Reichstagsabgeordnete der DVP angehörten. Im Juni 1924 trat Maretzky aus der Partei aus und beteiligte sich an der Gründung der kurzlebigen Nationalliberalen Reichspartei, deren Vorsitzender er wurde.
Im Februar 1925 wechselte er zur DNVP über, der er bis zu ihrer Auflösung 1933 angehörte. Während der Zeit des Nationalsozialismus stand er zunächst als parteiloser Politiker der NSDAP nahe, konnte der Partei aber aufgrund der allgemeinen Aufnahmesperre nicht beitreten. Zum 1. Mai 1937 schloss er sich schließlich der NSDAP an (Mitgliedsnummer 3.934.046).

## Abgeordneter
Maretzky war seit der Reichstagswahl 1919 Mitglied der Weimarer Nationalversammlung, wo er den Wahlkreis 4 (Regierungsbezirk Potsdam) vertrat. 1920 wurde er über den Reichswahlvorschlag der DVP in den Reichstag gewählt. Bei den Wahlen im Mai 1924 erhielt er über eine Listenverbindung als einziger Abgeordneter der Nationalliberalen Reichspartei ein Reichstagsmandat und wurde als Gast in die DNVP-Fraktion aufgenommen. Im Dezember 1924 schied er aus dem Reichstag aus. Von 1924 bis 1932 war er Mitglied des Preußischen Landtags in der DNVP-Fraktion.

## Öffentliche Ämter

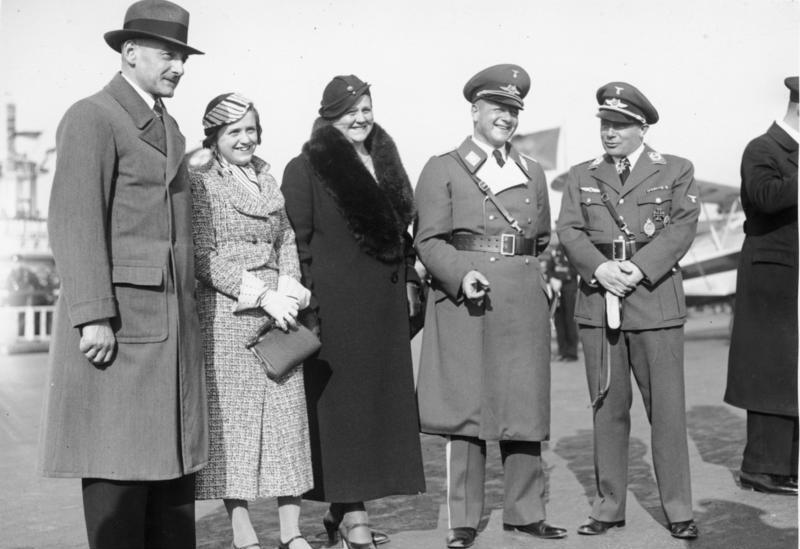
Ostern 1934 auf dem Tempelhofer Feld,
von links: Maretzky, Erhard Milch mit Gattin und Tochter und Ernst Udet, Aufnahme aus dem Bundesarchiv

Maretzky war 1911/12 Beigeordneter und stellvertretender Bürgermeister der Landgemeinde Boxhagen-Rummelsburg bei Berlin. Nach deren Eingemeindung nach Lichtenberg 1912 war er bis 1918 Stadtsyndikus und anschließend bis 1920 (beigeordneter) Bürgermeister der damals noch selbstständigen Stadt Berlin-Lichtenberg (unter dem Oberbürgermeister Oskar Ziethen). Während des Kapp-Putsches im März 1920 ernannten ihn die Republikfeinde zum Polizeipräsidenten in Berlin. Nach dem Scheitern des Putschversuchs musste er auch seinen Bürgermeisterposten räumen.
Maretzky wurde 1933 als (beigeordneter) Bürgermeister von Groß-Berlin unter dem Oberbürgermeister Heinrich Sahm eingesetzt und leitete das Wirtschafts- sowie das Gesellschaftsdezernat der Stadt. Die kommunale Selbstverwaltung war jedoch nach der Machtübernahme der Nationalsozialisten durch die Einsetzung Julius Lipperts als Staatskommissar für Berlin bereits eingeschränkt. Nach dem Rücktritt Sahms übernahm Maretzky am 19. Dezember 1935 kommissarisch das Oberbürgermeisteramt. Er trat in dieser Zeit jedoch öffentlich kaum auf, da der Staatskommissar Lippert die meisten Funktionen des Stadtoberhaupts an sich zog. Mit dem Gesetz über die Verfassung und Verwaltung der Reichshauptstadt Berlin wurde das Amt des Oberbürgermeisters mit dem des Stadtpräsidenten vereinigt, das zum 5. Januar 1937 Julius Lippert übernahm. Bis zu seinem Eintritt in den Ruhestand zum 31. März 1937 war Maretzky noch einmal stellvertretender Bürgermeister. Sein Nachfolger in diesem Amt wurde Ludwig Steeg.